# Зірчастий октаедр
Зірчастий октаедр або stella octangula — єдина зірчаста форма октаедра. Латинську назву stella octangula многограннику дав 1609 року Кеплер, хоча тіло було відоме й ранішим геометрам. Так, його зображено у праці Пачолі De Divina Proportione 1509 року.
Многогранник є найпростішим із п'яти правильних з'єднань многогранників.
Зірчастий октаедр можна розглядати як тривимірне узагальнення гексаграми — гексаграма є двовимірною фігурою, утвореною двома накладеними один на одного правильними трикутниками, центрально симетричними один одному, і так само зірчастий октаедр можна утворити з двох центрально симетричних тетраедрів, що перетинаються. Його ж можна розглядати як одну зі стадій побудови тривимірної сніжинки Коха, фрактального тіла, що будується повторюваним приєднанням менших тетраедрів до кожної трикутної поверхні більшого тіла. Початковою стадією побудови сніжинки Коха є один центральний тетраедр, а другою стадією, отриманою додаванням чотирьох менших тетраедрів до граней центрального тетраедра, буде зірчастий октаедр.

## Побудова
Зірчастий октаедр можна отримати кількома шляхами:
- Це ззірчення правильного октаедра, що зберігає його площини граней. Грані зірки дуже прості: (Див. модель Веннінджера W19).
- Він є правильним з'єднанням многогранників — двох тетраедрів (тетраедра і двоїстого йому тетраедра).
- Його можна отримати доповненням правильного октаедра трикутними пірамідами до кожної грані. У цій побудові многогранник має ту ж топологію, що й опукле каталанове тіло триакісоктаедр, яке має значно коротші піраміди.
- Це огранування куба зі збереженням вершин.

## Пов'язані концепції

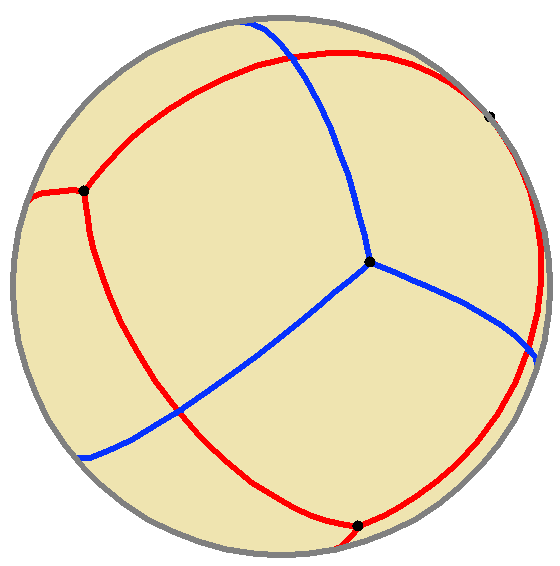
У поданого у вигляді сферичної мозаїки зірчастого октаедра ребра у з'єднанні двох тетраедрів утворюють ромбододекаедр

Можна побудувати з'єднання двох сферичних тетраедрів, як показано на малюнку.
Два тетраедри у з'єднанні зоряного октаедра є «десмічними», що означає (якщо розглядати їх як прямі в проєктивному просторі), що кожне ребро одного тетраедра перетинає протилежне ребро іншого тетраедра. Один із таких перетинів видно в зірчастому октаедрі. Інший перетин виявляється в нескінченній точці проєктивної площини між двома паралельними ребрами двох тетраедрів. Ці два тетраедри можна доповнити до десмічної системи трьох тетраедрів, де вершинами третього тетраедра є три точки перетину на нескінченності і центроїд двох скінченних тетраедрів. Також дванадцять вершин тетраедрів утворюють точки конфігурації Реє.

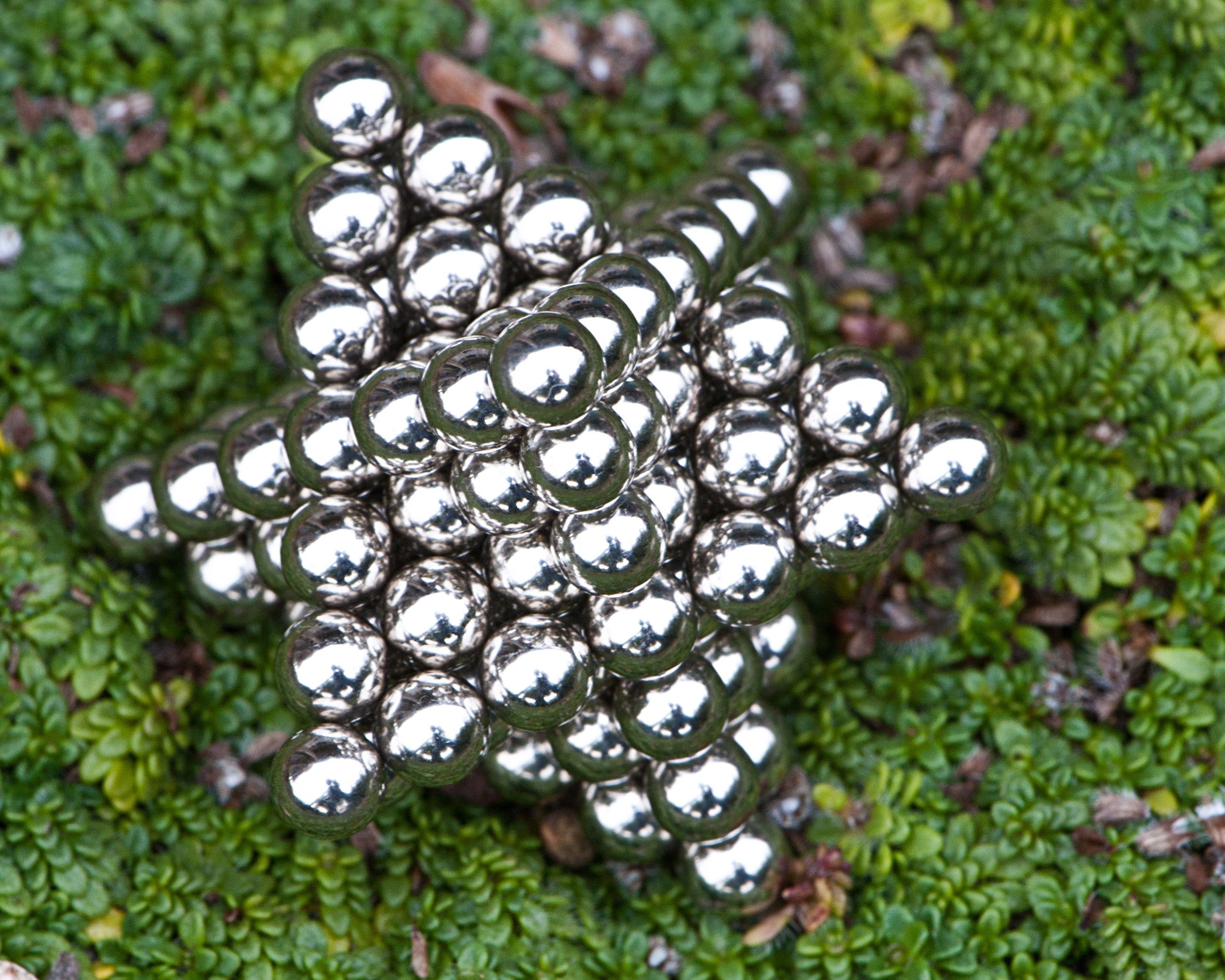
124 Рідкоземельний магніт, розташовані у формі зірчастого октаедра

Числа зірчастого октаедра — фігурні числа, що підраховують число куль, які можна розташувати всередині зірчастого октаедра. Ці числа рівні
0, 1, 14, 51, 12, 51, 124, 245, 426, 679, 1016, 1449, 1990, … (послідовність A007588 з Онлайн енциклопедії послідовностей цілих чисел, OEIS)

## У популярній культурі
Зірчастий октаедр разом із деякими іншими многогранниками і з'єднаннями многогранниками зображено на картинах Ешера «Зірки» та «Подвійний астероїд» (1949).

## Галерея

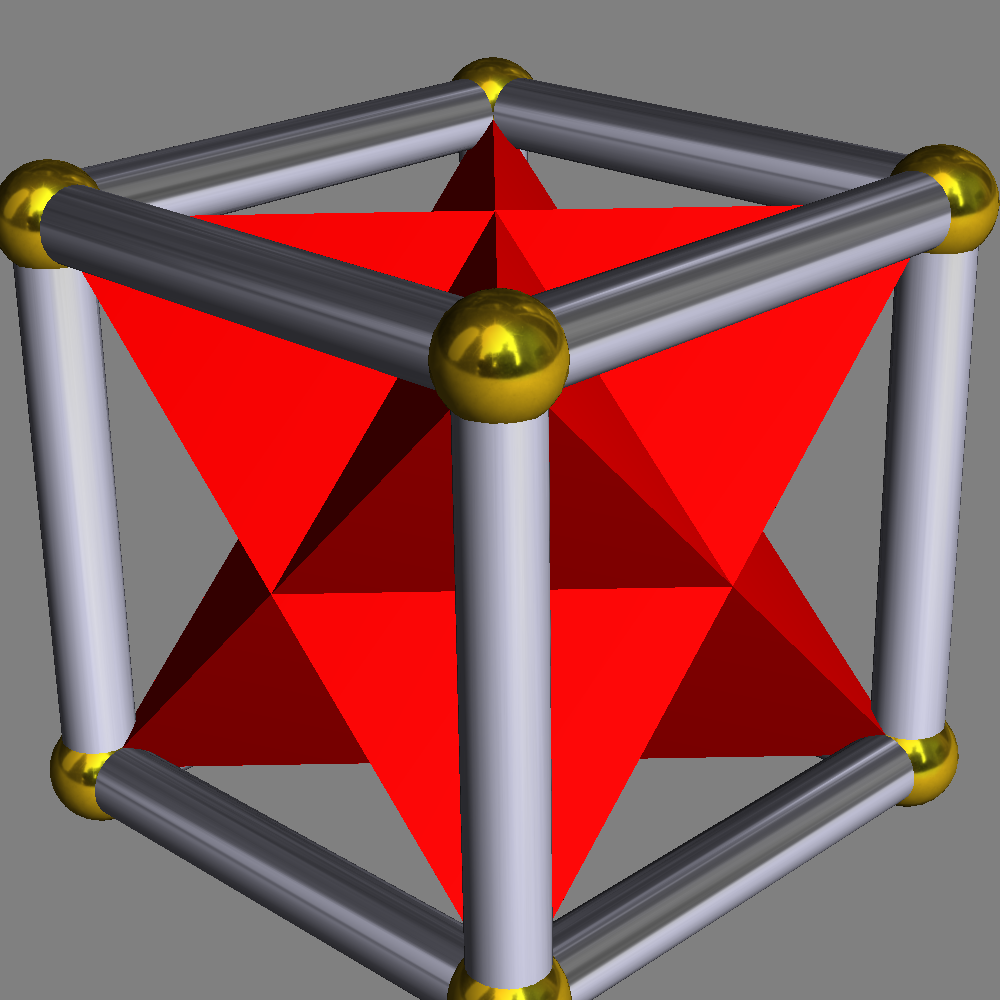
Повне симетричне огранування куба.